# Libanesische Fußballnationalmannschaft
Die libanesische Fußballnationalmannschaft ist die Nationalmannschaft des Libanons und wird von der Fédération Libanaise de Football Association geführt.

## Geschichte
Ihr erstes Spiel bestritten die Libanesen am 27. April 1940 gegen eine israelisch-palästinensische Auswahl, die den Staat Palästina/Eretz Israel vertrat, dieses Spiel endete mit einem 5:0-Sieg für den Libanon. Ihre erste Teilnahme an einem internationalen Wettbewerb konnte die Mannschaft bei der Qualifikation zu den Olympischen Spielen verzeichnen. Dabei unterlag sie aber 1959 dem Irak mit 0:8 und 0:3.
Libanon ist es bisher noch nicht gelungen, sich für eine Fußball-Weltmeisterschaft zu qualifizieren. Am knappsten scheiterte man in der Qualifikation für die Fußball-Weltmeisterschaft 2014 in Brasilien, als man erstmals die letzte Qualifikationsrunde erreichen konnte, doch jedoch als Gruppenletzter ausschied. An der Qualifikation zu einer Fußball-Weltmeisterschaft nahm die libanesische Mannschaft erstmals 1986 teil. Damals verlor man seine Spiele gegen Katar (0:8 und 0:7) und gegen den Irak (0:6 und 0:6). Nach diesen Ergebnissen zog die Mannschaft nach vier von insgesamt geplanten sechs Spielen ihre Teilnahme zurück. Nachdem man 1990 auf eine Teilnahme verzichtet hatte, nahm der Libanon 1994 wieder an der Qualifikation teil, scheiterte in der ersten Runde aber an Südkorea. 1998 scheiterte der Libanon an Kuwait, 2002 an Thailand und 2006 an Südkorea.
Im Rahmen der Qualifikation zur Weltmeisterschaft 2010 traf der Libanon in der ersten Runde auf Indien und konnte den Gegner zuhause mit 4:1 besiegen und erreichte nach einem 2:2 auswärts direkt die dritte Runde. Dort traf man auf Saudi-Arabien, Usbekistan und Singapur und verlor alle sechs Spiele. Als Gruppenletzter verpasste der Libanon die Qualifikation für die nächste Runde.
An der Qualifikation zur Asienmeisterschaft nahm der Libanon erstmals 1972 teil. Dort erreichten die Libanesen das Halbfinale (der Qualifikation), in dem sie allerdings dem Irak mit 1:2 unterlagen. 1976 sollte das Qualifikationsturnier in Beirut stattfinden, aufgrund des Ausbruches des Libanesischen Bürgerkrieges verzichtete der Verband auf eine Teilnahme. Als Ausrichter der Asienmeisterschaft 2000 war die Mannschaft automatisch qualifiziert, kam allerdings nach einem 0:4 gegen den Iran und zwei Unentschieden gegen den Irak und Thailand nicht über die Vorrunde hinaus. 2004 konnte die libanesische Mannschaft lediglich gegen Nordkorea punkten, wobei man immerhin zu einem 3:0-Auswärtssieg kam, verpasste aber als Gruppendritter die Qualifikation.
Die libanesische Nationalmannschaft hat nicht an der Qualifikation zur Fußball-Asienmeisterschaft 2007 teilgenommen. Der asiatische Fußball-Verband ist der Bitte des libanesischen Verbandes, aufgrund der „tragischen Umstände“ auf die Teilnahme in der Qualifikationsgruppe D verzichten zu können, nachgekommen. Wegen des Israel-Libanon-Konflikts erwarteten die Verantwortlichen auch keine Geldstrafe. Der libanesische Verband LFA hatte zuvor erklärt, dass es aufgrund der Zerstörungen extrem schwierig sei, die Nationalspieler zu erreichen und eine Mannschaft aufzustellen. Die Anreise zu den Auswärtsspielen sei aufgrund der Bombardierung des Flughafens in der Hauptstadt Beirut „nahezu unmöglich“. Einige Nationalspieler gelten derzeit als vermisst. Die Gruppe D mit Kuwait, Australien und Bahrain wurde mit nur drei Teams fortgesetzt. Die bis dahin einzige Partie des Libanons, ein 1:1 gegen Kuwait am 22. Februar, wurde annulliert.

## Teilnahme an Fußball-Wettbewerben

### Teilnahme Libanons an derFußball-Weltmeisterschaft
- 1930 bis 1982 – nicht teilgenommen
- 1986 – während Qualifikation abgebrochen
- 1990 – nicht teilgenommen
- 1994 bis 2026 – nicht qualifiziert

### Teilnahme Libanons an derAsienmeisterschaft
- 1956 bis 1968 – nicht teilgenommen
- 1972 – nicht qualifiziert
- 1976 – keine Teilnahme aufgrund des Bürgerkrieges
- 1980 – nicht qualifiziert
- 1984 bis 1992 – nicht teilgenommen
- 1996 – nicht qualifiziert
- 2000 – Gruppenphase (Teilnahme als Gastgeber)
- 2004 – nicht qualifiziert
- 2007 – während der Qualifikation zurückgezogen
- 2011 – nicht qualifiziert
- 2015 – nicht qualifiziert
- 2019 – Gruppenphase
- 2024 – Gruppenphase

### Teilnahme Libanons an derWestasienmeisterschaft
- 2000 – Vorrunde
- 2002 – Vorrunde
- 2004 – Vorrunde
- 2007 – Vorrunde
- 2008 – keine Teilnahme
- 2010 – keine Teilnahme
- 2012 – Vorrunde
- 2013/14 – Vorrunde
- 2019 – Vorrunde

### FIFA-Arabien-Pokal
- 2021 – Vorrunde

## Rekordspieler
(Stand: 19. November 2024)
| Spiele | Spieler              | Zeitraum  | Tore |
| ------ | -------------------- | --------- | ---- |
| 123    | Hassan Maatouk       | 2006–     | 26   |
| 98     | Mohamad Haidar       | 2011–     | 4    |
| 88     | Abbas Ahmed Atwi     | 2002–2016 | 8    |
| 83     | Roda Antar           | 1998–2016 | 20   |
| 81     | Youssef Mohamad      | 2000–2016 | 3    |
| 71     | Nader Charbel Matar  | 2012–     | 3    |
| 71     | Jamal Khamis Taha    | 1993–2000 | 12   |
| 69     | Walid Ismail         | 2010–2019 | 1    |
| 67     | Nour Mansour         | 2010–     | 3    |
| 66     | Vartan Ghazarian     | 1995–2001 | 21   |
| 63     | Moni                 | 2011–2021 | 6    |
| 61     | Haitham Moussa Faour | 2011–2019 | 0    |

### Rekordtorschützen
| Tore | Spieler           | Zeitraum  | Spiele |
| ---- | ----------------- | --------- | ------ |
| 26   | Hassan Maatouk    | 2006–     | 123    |
| 21   | Vartan Ghazarian  | 1995–2001 | 66     |
| 20   | Roda Antar        | 1998–2016 | 83     |
| 19   | Mohamad Ghaddar   | 2006–2017 | 46     |
| 18+  | Levon Altonian    | 1956–1967 | <30    |
| 16+  | Joseph Abou Mrad  | 1953–1967 | <30    |
| 16   | Haitham Zein      | 1998–2004 | 33     |
| 12   | Mahmoud El-Ali    | 2007–2012 | 46     |
| 12   | Jamal Khamis Taha | 1993–2000 | 71     |

## Trainer
| Name              | von  | bis  |
| ----------------- | ---- | ---- |
| Ljubiša Broćić    | 1956 | 1956 |
| Joseph Nalbandian | 1958 | 1969 |
| Joseph Abou Murad | 1971 | 1973 |
| Adnan Meckdache   | 1974 | 1976 |
| Joseph Abou Murad | 1976 | 1978 |
| Adnan Meckdache   | 1987 | 1992 |
| Adnan Al-Shargi   | 1993 | 1993 |
| Terry Yorath      | 1995 | 1997 |
| Diethelm Ferner   | 1998 | 1998 |
| Mahmoud Saad      | 1998 | 2000 |
| Josip Skoblar     | 2000 | 2000 |
| Theo Bücker       | 2000 | 2001 |
| Richard Tardy     | 2002 | 2003 |
| Mahmoud Hamoud    | 2003 | 2005 |
| Mohammad Kwid     | 2005 | 2005 |
| Adnan Al-Shargi   | 2005 | 2005 |
| Emile Rustom      | 2005 | 2006 |
| Adnan Meckdache   | 2006 | 2008 |
| Emile Rustom      | 2009 | 2011 |
| Theo Bücker       | 2011 | 2013 |
| Giuseppe Giannini | 2013 | 2015 |
| Miodrag Radulović | 2015 | 2019 |
| Liviu Ciobotariu  | 2019 | 2020 |
| Jamal Taha        | 2020 | 2021 |
| Ivan Hašek        | 2021 | 2022 |
| Aleksandar Ilić   | 2022 | 2023 |
| Nikola Jurčević   | 2023 | 2023 |
| Miodrag Radulović | 2023 |      |